# Mariene ecoregio Golf van Oman
De Mariene ecoregio Golf van Oman (91) (Engels: Gulf of Oman marine ecoregion) is een biogeografische regio en ligt in het noordwesten van de Indische Oceaan in de Mariene provincie Somalië/Arabië (19) in het Marien rijk Westelijke Indo-Pacific. De mariene ecoregio is vastgesteld door het World Wide Fund for Nature en The Nature Conservancy en is vernoemd naar de Golf van Oman.
In het oosten grenst het gebied aan de mariene ecoregio Westelijk India (103), in het zuiden aan de mariene ecoregio Westelijke Arabische Zee (92) en in het noordwesten aan de mariene ecoregio Perzische Golf (90).

## Geografie
De mariene ecoregio ligt in het noordwesten van de Indische Oceaan voor de zuidkust in het zuidoosten van Iran, voor de zuidkust in het zuidwesten van Pakistan, voor de noordoostkust van Oman en voor de oostkust van de Verenigde Arabische Emiraten. Het gebied omvat de Golf van Oman en het noordelijkste deel van de Arabische Zee en wordt in het noordwesten begrensd door de Straat van Hormuz, in het zuiden door het oostelijke punt van Oman bij Ras al Hadd en in het oosten tot Kund Malir.

## Biogeografie
Het gebied kent zeeleven dat houdt van tropische temperaturen.